# Ronkonkoma
Ronkonkoma (/ rɒŋkɒŋkəmə /) est un census-designated place (CDP) et un hameau appartenant à la ville des États-Unis d'Islip (État de New York), située sur l'île de Long Island. 
La population du CDP était de 19 082 personnes au recensement de 2010. Le bureau de poste de Ronkonkoma porte le code postal de 11779 et dessert également des parties de plusieurs hameaux et CDP adjacents à Ronkonkoma.